# Керамсурка
Керамсу́рка (рос. Керамсурка, ерз. Керамсурка) — село у складі Атяшевського району Мордовії, Росія. Входить до складу Козловського сільського поселення.

## Населення
Населення — 55 осіб (2010; 87 у 2002).
Національний склад (станом на 2002 рік):
- росіяни — 93 %